# PZL P.24
Le PZL P.24 est un chasseur polonais de la fin des années 1930. Avion valable mais de conception ancienne, c'était une version conçue pour l'exportation du PZL P.11. Aucun P.24 n'a été utilisé par la Pologne.

## Son histoire
Le premier PZL P 24 vola en mars 1933. Monoplan à ailes hautes en forme d'ailes de mouettes caractéristiques, avec un train fixe et une cabine fermée, muni d'un moteur en étoile, avec pour armement 2 canons et deux mitrailleuses installées dans les ailes, ses performances étaient comparables au Fiat CR.42 Falco italien et au Gloster Gladiator britannique.
La Turquie, la Roumanie, la Bulgarie et la Grèce utilisèrent le P.24.

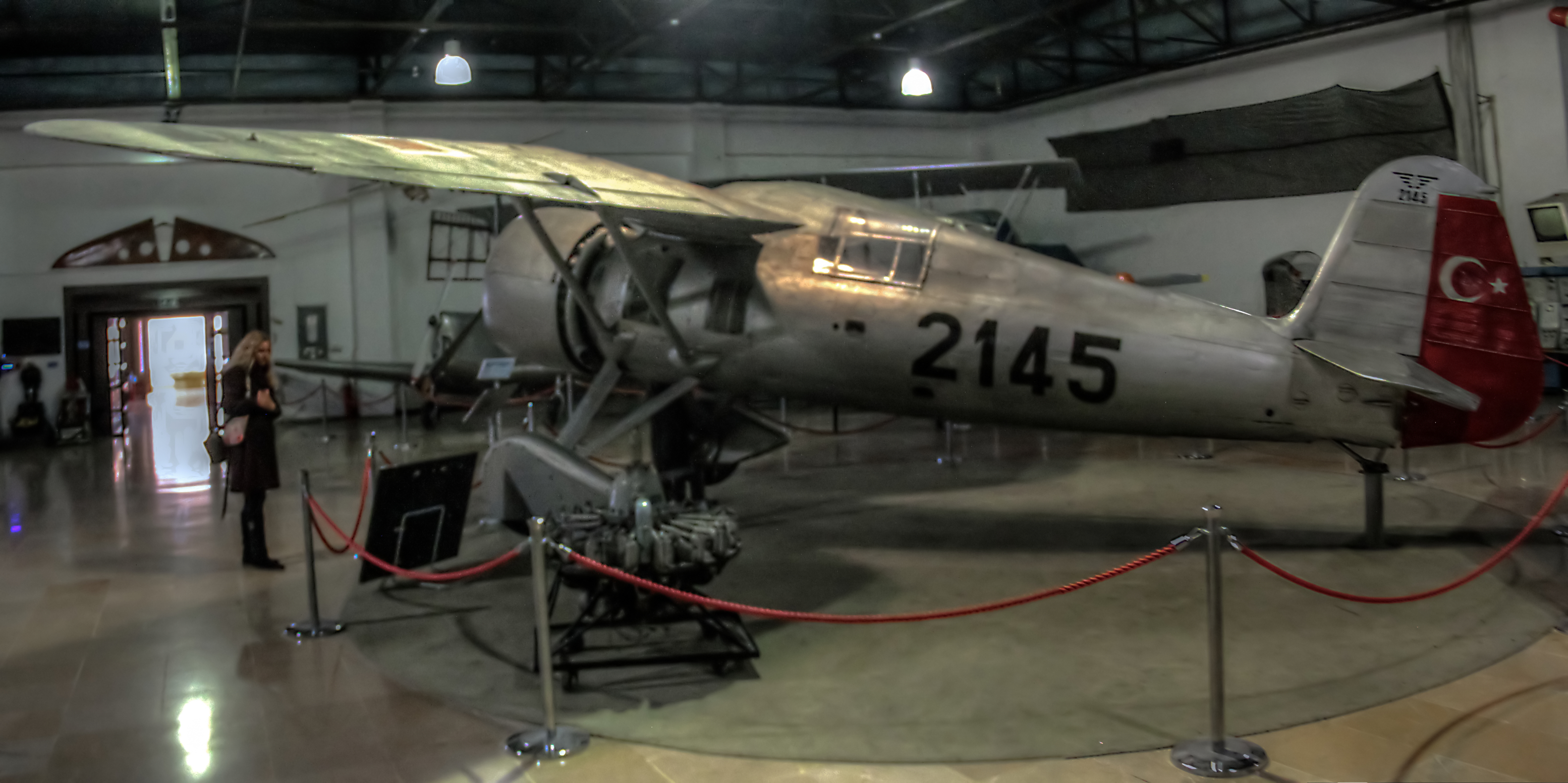
Le dernier exemple d'un PZL P.24 du monde. Musée de l'aviation turque, Istanbul.

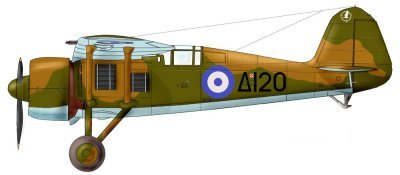
Dans la force aérienne grecque depuis 1937.